# 絞首刑

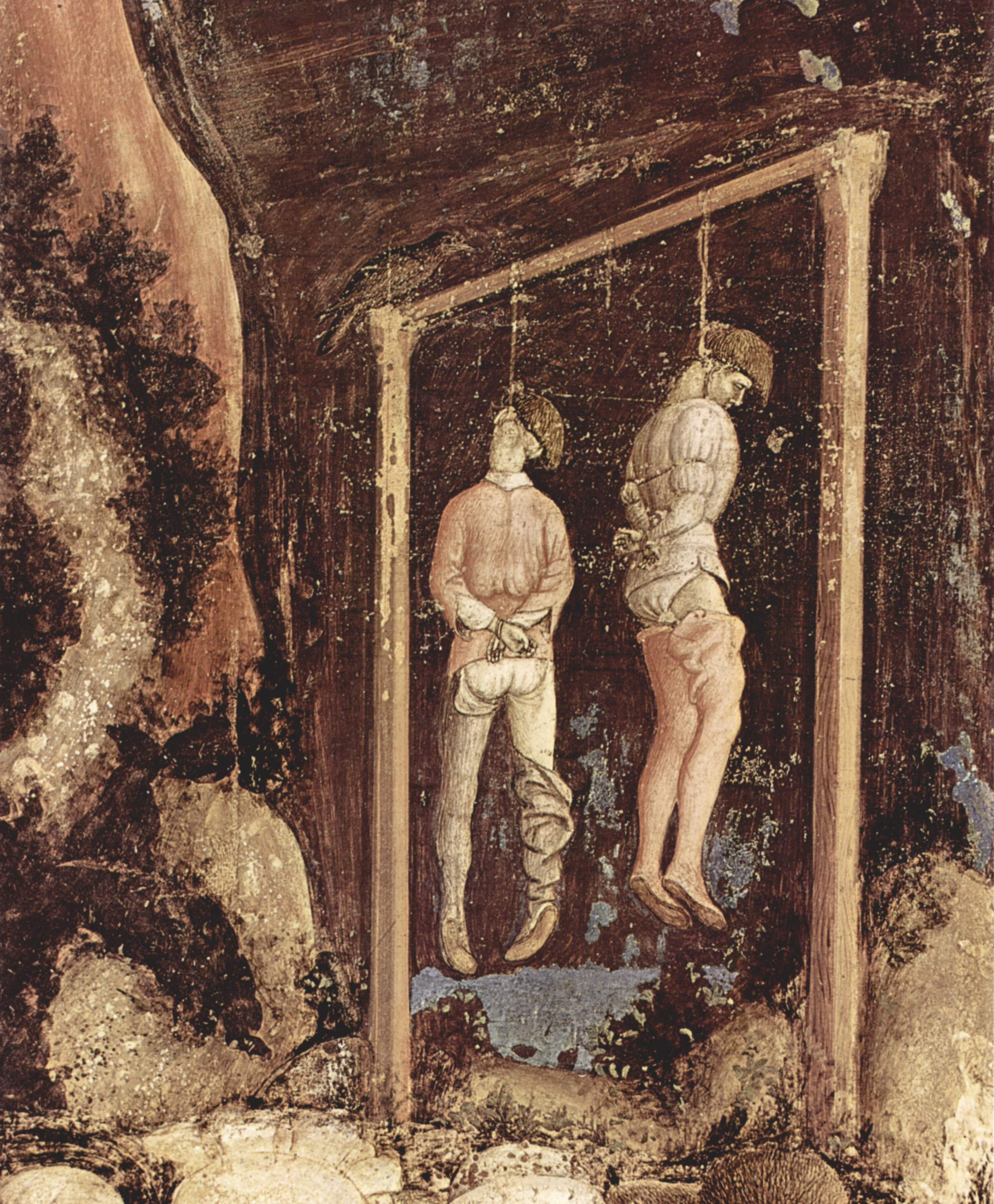
ピサネロが描いた絞首刑の様子

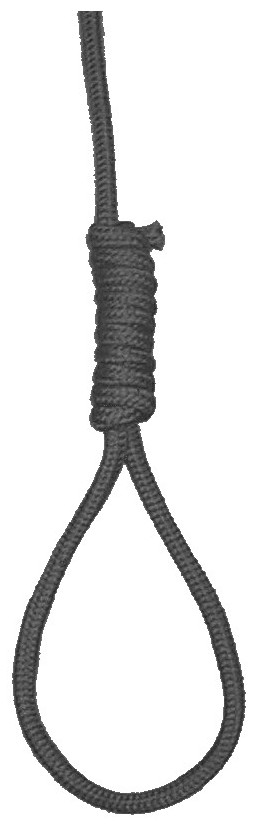
絞縄

絞首刑（こうしゅけい）とは、死刑の一種で、絞殺する刑罰である。絞死刑（こうしけい）または絞殺刑（こうさつけい）ともいう。

## 絞首刑の医学
頸部に索条をかけて、体重をもって懸垂すると（縊死）、絞縄の長さや結び目の位置の調節などの手順が適切になされた場合、左右頸動脈と両椎骨動脈を完全に圧塞され、脳虚血から脳死を起こし、最終的に心臓も停止する。懸垂時に脊椎骨が骨折すれば、延髄の損傷によって身体機能が停止し、同様に脳死から心停止がもたらされる。
絞首刑は、比較的安楽に死をもたらす死刑の執行方法であると考えられており、1952年に、東京大学名誉教授で医学博士の古畑種基は、ある事件の鑑定書において、絞首刑によって受刑者は一瞬で意識を失うと論じた。日本の裁判所はこれらの研究成果を支持しており、絞首刑の執行が、薬殺刑などに比べて残虐というに当たらず、日本国憲法に違憲であると判断できない結論に至っている。
ただし、不適切な執行が行われた場合はこの限りでない。絞首刑を残虐刑とするオーストリア法医学会会長のヴァルテル・ラブルによると、縄が短すぎる等して脳虚血に至らなかった受刑者は、長くて2～3分間は意識が消失せず、窒息によって多大な苦痛を味わう。逆に縄が長すぎる等して過剰な負荷がかかれば、首が切断される事故を招くこともある（後述）。またラブルは、懸垂が最適に行われた場合でも、受刑者の意識が失われるのは、執行開始後最低でも5秒から8秒と分析している。

## 日本
日本では律令法において、「絞」という呼称で呼ばれる。江戸時代の日本で行われていた 縛り首は、地上で首に縄をかけ、縄の両端を持った二人が縄をねじって締める方法で絞首していた。
江戸時代の「縛り首」、また1873年（明治6年）に制定された絞罪器械図式以前による絞首は、気道を閉じることにより窒息死をもたらすもので開始から数分間は意識があり数分～十数分間、受刑者が苦しむため「落下式（縊首）」に改められた。
現在の日本における死刑の執行は、落下のエネルギーを用いて刑が執行されるので、より細かい区分では「縊首（いしゅ）刑」ともいう。ただし、首を絞めることは同じなので絞首の一形態とするのが最高裁判所の判例である。

## 日本以外の各国
現在でも絞首刑を採用している国は、日本を除くと、韓国、北朝鮮、シンガポール、アメリカ合衆国（一部州）、インド、サウジアラビア、オマーン、カタール、アフガニスタン、バングラデシュ、エジプト、ボツワナ、スーダンなどである。

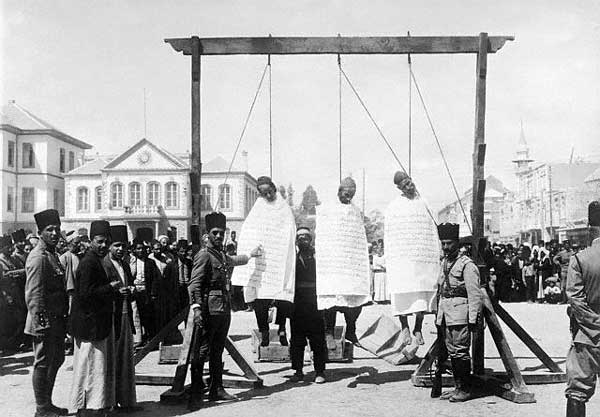
フランス植民地統治に反発してシリアで発生した1925年から1927年にかけてのシリア大反乱において、フランス側によって絞首刑に処される3人の反乱軍兵士

イスラム教諸国の中でもサウジアラビアでは、落下エネルギーを用いるのでなく、ビニール製のやわらかいロープを首にかけてクレーンでゆっくりと吊り上げる方法で行われる。この方法ではロープが椎骨動脈からずれることが多いため、前述のとおり窒息死となり死亡までに長時間（8 - 10分）かかり、多大な苦痛の末に死亡する。2007年に行われたときにはクレーンには工事などで使う重機が使われていた。この死刑は公開処刑で行われ、サウジアラビアの国営放送で放送された。
クレーンで吊るす絞首刑を行ったのはイギリスの死刑執行人であるデリックだといわれており、現在でも船舶用クレーンをデリックと呼ぶのは処刑人の名前に由来している。
イランではトラックの荷台の上に人を立たせておいて、首縄をかけてからトラックを発進させることで足場を取り去る方法での絞首刑が公開処刑で行われており、テレビでも放送されている。
スペインでは鉄環絞首刑と呼ばれるスペイン独自の絞首刑が1974年、死刑廃止の直前まで行われていた。世界的にも残酷な絞首刑だと言われている。
ナチス・ドイツにおいては戦時中、ヒトラー暗殺未遂事件の犯人に対してピアノ線を用いた絞首が行われた。これも死に至るまでの時間が長く、受刑者に多大な苦痛を与えるものであった。

## 殺さない絞首刑・苦痛を与える絞首刑
かつてのイギリス（イングランド）で行われていた大逆罪に対する極刑である首吊り・内臓抉り・四つ裂きの刑は、その名の通り首吊り（Hanged）が行われたが、これは基本的に殺さない絞首刑であった。この刑における首吊りは受刑者に死ではなく苦痛を与えるのが目的であり、死の寸前まで吊られた後に絞首縄が切り落とされ、意識を回復させられた。その後、受刑者は生きながらに自らの性器を切り落とされたり、腹を割かれて内蔵を抉られ、また、それらを火に焚べられる様子を見せられながら絶命させられるというものであった。このため、処刑人には受刑者が死に至らないように首を吊らせる技術が要求された。通常の長い縄ではなく短い縄が用いられ、吊られる時間も数分と短く調整されていた。このため、受刑者の苦痛を軽減するために遺族が首を吊られた身体にしがみついてとどめを刺すこともあった。またエリザベス1世の治世下でのカトリック弾圧で行われた司祭ポリドール・プラステンの処刑のように改悛の情を見せて刑の軽減を許され、死ぬまでの首吊りによって、後の内臓抉りは遺体に対して儀礼的に行われるということもあった。
18世紀以降は「死の寸前までの首吊り」は暗黙的に無視され、30分以上吊られるなど、完全に死に至るまで行われた。後の大逆罪の法改正では「死ぬまでの首吊り（hanging until dead）」と明言され、内臓抉りや四つ裂きは遺体に行われるという儀礼的なものとなった。なお、もともとイギリスにおける絞首刑はポピュラーな死刑であり、同時に大衆に対する見世物でもあった。このために絞首刑において、すぐに絶命させずになるべく苦しませながら縊死させるのが普通であり、自重によって頚椎を折らせ、なるべく苦痛なく死を与える方法は19世紀後半の処刑人ウィリアム・マーウッドによる改良以降の話である。

## 一部の絞首刑で頸部が切断される問題
落下エネルギーを用いる場合、落下距離が長すぎると首が千切れることがある。これを防ぐために縄の長さは計算されており、発生は極稀であるが、日本を含む世界各国で切断事故が起きており、1890年から1962年にかけて
数件の凄惨な失敗例が報告されている。
杜撰な執行においては現代でも発生することがあり、2007年1月15日にイラク・バクダードで処刑されたサッダーム・フセインの異父弟バルザーン・イブラーヒーム・ハサンの例があり、首がちぎれて血だまりができた様子を撮ったビデオが一部の報道関係者に公開されている。

## 絞首刑に対する批判

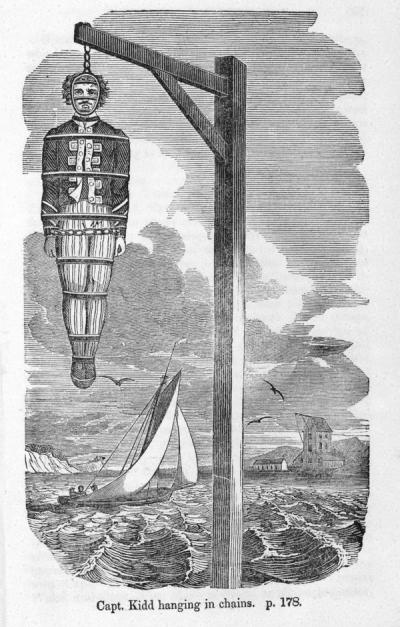
縛り首になったキッド船長『海賊自身の書』より

欧米では絞首刑が晒し刑を兼ねていた歴史からこれを非人道的な刑罰と考える傾向が強く、死刑制度と共に絞首刑は減少傾向にある。
ソビエト連邦では戦時中に「木に吊るす」という慣用句ができたほど絞首刑が頻繁に行われ、諸国の絞首刑に対する印象を著しく悪化させた。
アメリカ合衆国では、19世紀末から絞首刑は非人道的であるとの議論が起こり、多くの州で電気椅子に変更された。なお現在は電気椅子も非人道的とされて薬殺刑が主流となっており、絞首刑はワシントン州などの一部の州で選択肢として残るのみとなっている。
日本においては、元検察官の土本武司が、大阪パチンコ店放火殺人事件で「絞首刑は違憲」との切り口から犯人を弁護し、「正視に堪えない。限りなく残虐に近いもの」と主張したが、裁判所に却下されている。
また、2008年においての計15人執行や、2018年のオウム真理教幹部ら計13人執行に対し、死刑反対国から批判が起こっている。

## 絞首刑をめぐる俗説
絞殺刑の絞首台の階段は俗に十三階段といわれるが、これは西洋の刑場に多く、最後の晩餐の出席者がキリストとユダを含めて13人だったことに由来する。実際には階段の段数は千差万別である。
日本の刑場は隣室から続く床面に落下口が設けられているので階段はなく、水平に歩いて落下口まで到達できる。「階段」や「台」があると受刑者が暴れた場合、執行を行うのに労力を必要とされるからである（地下絞架式）。

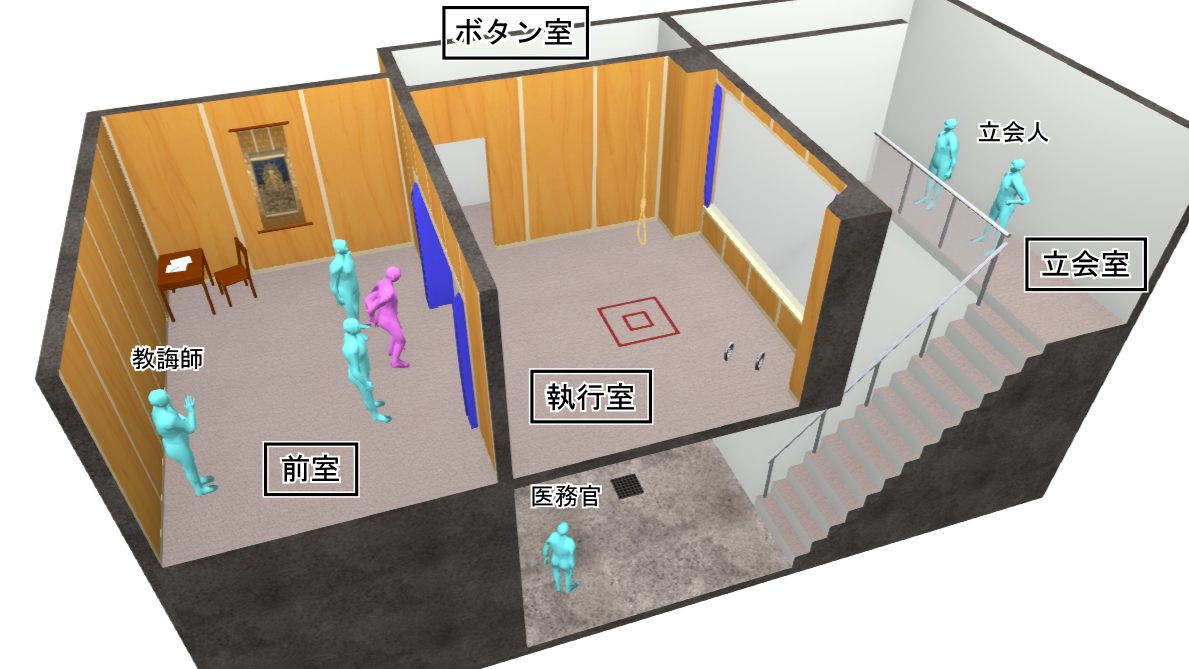
東京拘置所の死刑執行施設の概略